# لئو دانین
لئو دانین (انگلیسی: Leo Dannin; ۲۶ مارس ۱۸۹۸ – ۱۵ سپتامبر ۱۹۷۱) بازیکن فوتبال اهل دانمارک بود.
وی همچنین در تیم ملی فوتبال دانمارک بازی کرده‌است.